# Lorenzo Porzio
Lorenzo Porzio (* 24. August 1981 in Rom) ist ein italienischer Musiker und Ruderer.

## Ausbildung

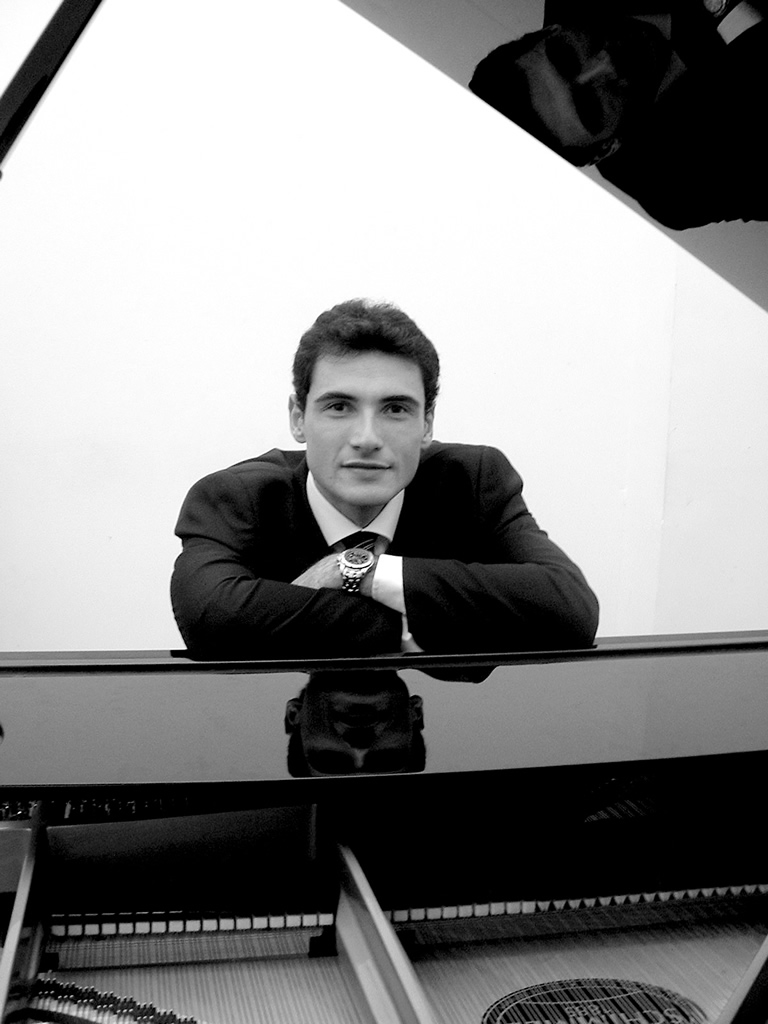
Porzio am Flügel

Porzio entstammt einer Sportlerfamilie (sein Vater Guido war Mitglied der Rugby-Nationalmannschaft), widmete sich aber zunächst der Musik und betrachtete den Wassersport als Hobby.
Im Alter von sieben Jahren begann er Klavier zu lernen, mit elf Jahren bekam er Orgelunterricht bei dem Organisten und Komponisten Lorenzo Ronci und später bei Federico del Sordo. Seit 1996 spielt er die Orgel in seiner Pfarrkirche, der Basilica del Sacro Cuore Immacolato di Maria im römischen Parioli. Bis 2011 setzte er seine Klavierstudien unter Biagio Andriulli, Andrea Sammartino, John Scaramuzza und Gino Nappo fort. In dieser Zeit trat er sowohl als Solist als auch als Chorbegleiter in renommierten Konzertsälen und Kirchen Italiens auf und arbeitete mit namhaften Sängern der Accademia di Santa Cecilia und des Teatro dell’Opera di Roma sowie mit dem Coro Academico und dem Coro polifonico San Martino zusammen. Er begann ein Kompositionsstudium bei Marco Persichetti und schloss es am Conservatorio Santa Cecilia in Rom bei Francesco Telli mit Auszeichnung ab. Er schlug die Dirigentenlaufbahn ein, studierte bei Francesco Carotenuto und Marco Boemi und nahm an Meisterkursen von Piero Bellugi teil.

## Musikalische Laufbahn
2003 gab Porzio anlässlich kirchlicher Feste mehrere Konzerte im Vatikan, unter anderem zur Wiedereröffnung der Casina di Pio IV, in der heute die Päpstliche Akademie der Wissenschaften untergebracht ist. Seit 2004 schrieb und spielte er auf Klavier und Orgel Musik für Sendungen, Dokumentationen und Kurzfilme für Fernsehsender wie Rai 1, Rai 3, Rai Internazionale, Sky Sport und andere. Im November 2005 sendete Rai 1 seine von ihm selbst aufgeführte Komposition Rapsodia Orientale (pensando a Pechino). Im Mai 2006 kamen anlässlich der Ausstellung „Com'è straordinaria la vita“ erstmals Werke von Porzio unter der Leitung von Pippo Baudo im Auditorium Parco della Musica in Rom zur Aufführung. Anlässlich des 400. Jahrestages der Eröffnung der Vatikanischen Museen gab er ein Kammerkonzert in der Basilika San Giovanni in Laterano. 2006 spielte er die Orgel zur Christmette im Petersdom, wo er auch 2009 und 2011 als Organist gastierte. Von 2009 bis 2010 war er Erster Assistenzdirigent des Auswahlorchesters am Conservatorio Santa Cecilia, wo er seit 2010 als Pianist und Dirigent tätig ist. 2010 und 2011 dirigierte er das Orchestra Tiberina in Rom. Seit 2011 ist er ständiger Dirigent des Orchesters „L’Armonica Temperanza“.

## Laufbahn im Rudersport
Parallel zu seiner musikalischen Ausbildung ist Lorenzo Porzio als Leistungsruderer aktiv. Er startet für den Circolo Canottieri Aniene, wo 1994 unter Giuseppe La Mura seine Karriere begann. Seit 1997 ist er Mitglied der italienischen Ruder-Nationalmannschaft und hat seit 1998 an insgesamt elf Junioren- und Senioren-Weltmeisterschaften teilgenommen. 2002 gewann er im Vierer mit Steuermann die U23-Weltregatta, im darauffolgenden Jahr die Silbermedaille. Sein größter Erfolg war der Gewinn der Bronzemedaille im Vierer ohne Steuermann bei den Olympischen Spielen in Athen 2004 und die anschließende Wahl zum italienischen Sportler des Jahres. Außerdem war er insgesamt achtzehnmal italienischer Meister, siegte beim Ruder-Weltcup 2009 in Luzern in seiner Spezialdisziplin Zweier mit Steuermann und war Fackelträger bei den Olympischen Winterspielen 2006 in Turin. Für das Italienische Fernsehen hat er Übertragungen von nationalen und internationalen Ruderwettbewerben kommentiert.
Zu seinem Doppelleben sagte er 2005:

“Non so se sono l’unico organista con i calli alle mani, ma so per certo che sono l’unico studente di conservatorio medagliato olimpico.”

„Ich weiß nicht, ob ich der einzige Organist mit Schwielen an den Händen bin, aber ich weiß, dass ich der einzige Olympiamedaillengewinner am Konservatorium bin.“

## Auszeichnungen
- Verdienstorden der Italienischen Republik am 27. September 2004
- Medaglia d’Argento al Valore Atletico (Silbermedaille für sportliche Leistungen)